# Alfred Island
Alfred Island är en ö i Kanada.   Den ligger i sundet Fury and Hecla Strait i territoriet Nunavut, i den nordöstra delen av landet, 2 800 km norr om huvudstaden Ottawa. Arean är 2,2 kvadratkilometer.
Terrängen på Alfred Island är platt. Öns högsta punkt är 133 meter över havet. Den sträcker sig 1,9 kilometer i nord-sydlig riktning, och 1,8 kilometer i öst-västlig riktning.